# Tour de France 2014
Il Tour de France 2014, centounesima edizione della Grande Boucle, si svolse in 21 tappe dal 5 al 27 luglio 2014 lungo un percorso di 3 664 km.
A vincere per la prima volta la corsa a tappe francese fu lo scalatore-discesista italiano Vincenzo Nibali (al suo secondo podio in carriera nella Grande Boucle, dopo il terzo posto conseguito nell'edizione di due anni prima).
Con la vittoria di Nibali un corridore italiano tornò a primeggiare al Tour sedici anni dopo lo storico trionfo nell'edizione del 1998 dello scalatore romagnolo Marco Pantani.
Con questa vittoria Nibali, che aveva già vinto una edizione della Vuelta a Espana ed una edizione del Giro d'Italia, divenne il sesto ciclista della storia a conquistare la tripla corona, ossia ad aver vinto almeno una edizione di tutti i tre Grandi Giri. Prima di lui erano riusciti nell'impresa Jacques Anquetil, Felice Gimondi, Eddy Merckx, Bernard Hinault e Alberto Contador. Pochi anni dopo, nel 2018, ci sarebbe riuscito anche Chris Froome.
Nel Tour de France 2014 il podio finale venne completato da due corridori francesi: lo scalatore-discesista Jean-Christophe Péraud (proveniente da un ottimo passato nel settore della mountain-bike professionistica, conseguì in tale occasione il primo ed unico podio della sua carriera al Tour de France) si classificò al secondo posto della graduatoria generale; lo scalatore Thibaut Pinot (anche per lui si trattò della prima volta in carriera sul podio del Tour) si piazzò invece al terzo posto. Egli riuscì anche a vincere una classifica accessoria, laureandosi miglior giovane della corsa.
La classifica a punti fu vinta per il terzo anno consecutivo dallo slovacco Peter Sagan, anche se non riuscì a vincere nemmeno una frazione. La maglia a pois  andò al polacco Rafał Majka (vincitore anche di due tappe), mentre la classifica a squadre venne vinta dall'AG2R La Mondiale.
Due corridori, Nibali e Marcel Kittel, si aggiudicarono il maggior numero di tappe, quattro ciascuno. La nazione che vinse più tappe fu la Germania, con sette frazioni (quattro Kittel, due Tony Martin e una André Greipel).

## Percorso
Il Tour de France 2014 inizia dalla città inglese di Leeds con primo arrivo di tappa nella città termale di Harrogate. Già in altre tre occasioni il Tour approdò in Gran Bretagna, negli anni 1974, 1994 e 2007. Si tratta peraltro della ventesima partenza dall'estero per la corsa francese. Dopo altre due tappe in territorio britannico con arrivi a Sheffield e a Londra la corsa rientra in Francia con la tappa dell'8 luglio.
La tappa del 9 luglio, con arrivo ad Arenberg Porte du Hainaut, presenta 15,4 km in pavé percorsi solitamente durante la Parigi-Roubaix. Vengono poi affrontati i Vosgi, le due tappe alpine e a seguire le tre frazioni pirenaiche; alla penultima giornata di gara è quindi posta una cronometro individuale di 54 km da Bergerac a Périgueux. Come da tradizione l'ultimo traguardo di tappa è posto sugli Champs-Élysées di Parigi, domenica 27 luglio 2014.
In totale sono nove le tappe pianeggianti, cinque quelle "accidentate" (vallonate) e sei quelle di montagna, con cinque arrivi in salita, mentre è inclusa nel percorso solo una prova a cronometro. Due sono i giorni di riposo.

## Tappe
| Tappa  | Data      | Percorso                                   | km    | Vincitore di tappa   | Leader cl. generale |
| ------ | --------- | ------------------------------------------ | ----- | -------------------- | ------------------- |
| 1ª     | 5 luglio  | Leeds (GBR) > Harrogate (GBR)              | 190,5 | Marcel Kittel        | Marcel Kittel       |
| 2ª     | 6 luglio  | York (GBR) > Sheffield (GBR)               | 201   | Vincenzo Nibali      | Vincenzo Nibali     |
| 3ª     | 7 luglio  | Cambridge (GBR) > Londra (GBR)             | 155   | Marcel Kittel        | Vincenzo Nibali     |
| 4ª     | 8 luglio  | Le Touquet-Paris-Plage > Villeneuve-d'Ascq | 163,5 | Marcel Kittel        | Vincenzo Nibali     |
| 5ª     | 9 luglio  | Ypres (BEL) > Arenberg Porte du Hainaut    | 155,5 | Lars Boom            | Vincenzo Nibali     |
| 6ª     | 10 luglio | Arras > Reims                              | 194   | André Greipel        | Vincenzo Nibali     |
| 7ª     | 11 luglio | Épernay > Nancy                            | 234,5 | Matteo Trentin       | Vincenzo Nibali     |
| 8ª     | 12 luglio | Tomblaine > Gérardmer La Mauselaine        | 161   | Blel Kadri           | Vincenzo Nibali     |
| 9ª     | 13 luglio | Gérardmer > Mulhouse                       | 170   | Tony Martin          | Tony Gallopin       |
| 10ª    | 14 luglio | Mulhouse > La Planche des Belles Filles    | 161,5 | Vincenzo Nibali      | Vincenzo Nibali     |
|        | 15 luglio | giorno di riposo                           |       |                      |                     |
| 11ª    | 16 luglio | Besançon > Oyonnax                         | 187,5 | Tony Gallopin        | Vincenzo Nibali     |
| 12ª    | 17 luglio | Bourg-en-Bresse > Saint-Étienne            | 185,5 | Alexander Kristoff   | Vincenzo Nibali     |
| 13ª    | 18 luglio | Saint-Étienne > Chamrousse                 | 197,5 | Vincenzo Nibali      | Vincenzo Nibali     |
| 14ª    | 19 luglio | Grenoble > Risoul                          | 177   | Rafał Majka          | Vincenzo Nibali     |
| 15ª    | 20 luglio | Tallard > Nîmes                            | 222   | Alexander Kristoff   | Vincenzo Nibali     |
|        | 21 luglio | giorno di riposo                           |       |                      |                     |
| 16ª    | 22 luglio | Carcassonne > Bagnères-de-Luchon           | 237,5 | Michael Rogers       | Vincenzo Nibali     |
| 17ª    | 23 luglio | Saint-Gaudens > Saint-Lary Pla d'Adet      | 124,5 | Rafał Majka          | Vincenzo Nibali     |
| 18ª    | 24 luglio | Pau > Hautacam                             | 145,5 | Vincenzo Nibali      | Vincenzo Nibali     |
| 19ª    | 25 luglio | Maubourguet Pays du Val d'Adour > Bergerac | 208,5 | Ramūnas Navardauskas | Vincenzo Nibali     |
| 20ª    | 26 luglio | Bergerac > Périgueux (cron. individuale)   | 54    | Tony Martin          | Vincenzo Nibali     |
| 21ª    | 27 luglio | Évry > Parigi (Champs-Élysées)             | 137,5 | Marcel Kittel        | Vincenzo Nibali     |
| Totale | Totale    | Totale                                     | 3 664 |                      |                     |

## Squadre e corridori partecipanti
| N.      | Cod. | Squadra                 |
| ------- | ---- | ----------------------- |
| 1-9     | SKY  | Team Sky                |
| 11-19   | MOV  | Movistar Team           |
| 21-29   | KAT  | Katusha Team            |
| 31-39   | TCS  | Tinkoff-Saxo            |
| 41-49   | AST  | Astana Pro Team         |
| 51-59   | CAN  | Cannondale              |
| 61-69   | BEL  | Belkin Pro Cycling Team |
| 71-79   | OPQ  | Omega Pharma-Quickstep  |
| 81-89   | ALM  | AG2R La Mondiale        |
| 91-99   | GRS  | Garmin-Sharp            |
| 101-109 | GIA  | Team Giant-Shimano      |

| N.      | Cod. | Squadra                    |
| ------- | ---- | -------------------------- |
| 111-119 | LAM  | Lampre-Merida              |
| 121-129 | FDJ  | FDJ.fr                     |
| 131-139 | LTB  | Lotto-Belisol Team         |
| 141-149 | BMC  | BMC Racing Team            |
| 151-159 | EUC  | Team Europcar              |
| 161-169 | TFR  | Trek Factory Racing        |
| 171-179 | COF  | Cofidis, Solutions Credits |
| 181-189 | OGE  | Orica-GreenEDGE            |
| 191-199 | IAM  | IAM Cycling                |
| 201-209 | TNE  | Team NetApp-Endura         |
| 211-219 | BSE  | Bretagne-Séché             |

## Dettagli delle tappe

### 1ª tappa
- 5 luglio: Leeds (Regno Unito) > Harrogate (Regno Unito) – 190,5 km

Risultati
| Pos. | Corridore       | Squadra       | Tempo    |
| ---- | --------------- | ------------- | -------- |
| 1    | Marcel Kittel   | Giant-Shimano | 4h44'07" |
| 2    | Peter Sagan     | Cannondale    | s.t.     |
| 3    | R. Navardauskas | Garmin-Sharp  | s.t.     |

| Pos. | Corridore       | Squadra       | Tempo    |
| ---- | --------------- | ------------- | -------- |
| 1    | Marcel Kittel   | Giant-Shimano | 4h44'07" |
| 2    | Peter Sagan     | Cannondale    | s.t.     |
| 3    | R. Navardauskas | Garmin-Sharp  | s.t.     |

Descrizione e riassunto
Il Tour parte dallo Yorkshire, precisamente da Leeds, con una tappa in linea come l'edizione dell'anno passato. La tappa, dedicata ai velocisti, è caratterizzata da una grande cornice di pubblico sulle strade. Per molti chilometri il tedesco Jens Voigt, il più anziano del gruppo, è protagonista di una fuga solitaria che si esaurisce a 50 km dall'arrivo. Da lì in poi le squadre dei velocisti controllano la corsa fino ai chilometri finali. A 1200 metri dal traguardo di Harrogate prova ad allungare lo svizzero Fabian Cancellara, annullando i piani della squadra del velocista britannico Mark Cavendish. Lo stesso Cavendish ai meno 350 m innesca una caduta che coinvolge tra gli altri anche il campione australiano Simon Gerrans. Ripreso Cancellara a 250 m dal traguardo, la volata conclusiva viene vinta dal tedesco Marcel Kittel, vincitore della prima tappa anche nell'edizione precedente, in rimonta sullo slovacco Peter Sagan. Tra gli uomini di classifica rimane attardato lo statunitense Andrew Talansky, tuttavia la giuria decide di annullare i distacchi e di attribuire a tutti i corridori lo stesso tempo.

### 2ª tappa
- 6 luglio: York (Regno Unito) > Sheffield (Regno Unito) – 201 km

Risultati
| Pos. | Corridore          | Squadra      | Tempo    |
| ---- | ------------------ | ------------ | -------- |
| 1    | Vincenzo Nibali    | Astana       | 5h08'36" |
| 2    | Greg Van Avermaet  | BMC Racing   | a 2"     |
| 3    | Michał Kwiatkowski | Omega Pharma | s.t.     |

| Pos. | Corridore         | Squadra    | Tempo    |
| ---- | ----------------- | ---------- | -------- |
| 1    | Vincenzo Nibali   | Astana     | 9h52'43" |
| 2    | Peter Sagan       | Cannondale | a 2"     |
| 3    | Greg Van Avermaet | BMC Racing | s.t.     |

Descrizione e riassunto
Seconda tappa del Tour, lunga 201 km, e abbastanza ondulata, visti i nove gran premi della montagna, l'ultimo dei quali posto ai -5 km dall'arrivo. Protagonista della prima parte di tappa è stato il francese Blel Kadri, andato in fuga subito dopo il via con altri 6 atleti e successivamente da solo, raggiunto ai -35 km dall'arrivo. Ai -18 dall'arrivo ci provano i francesi Pierre Rolland e Jean-Christophe Péraud, e successivamente il solo Rolland, ma viene a sua volta ripreso a -9 km dall'arrivo. Sull'ultima salita di giornata, la Côte de Jenkin Road, lunga solo 800 m ma con pendenze molto impegnative, prova ad allungare Alberto Contador seguito da tutti gli uomini di classifica, in primis Vincenzo Nibali, Chris Froome e Alejandro Valverde. Lo stesso Froome allunga negli ultimi metri di salita, non riuscendo a staccare gli avversari. Nella successiva discesa ci prova due volte il danese Jakob Fuglsang, compagno di squadra di Nibali, non riuscendo nell'intento. A 1800 m dal traguardo scatta lo stesso Nibali, che va a trionfare in solitaria con 2 secondi di vantaggio su Greg Van Avermaet, Michał Kwiatkowski e tutti gli altri avversari. Nibali oltre alla tappa conquista anche la maglia gialla di leader della classifica generale.

### 3ª tappa
- 7 luglio: Cambridge (Regno Unito) > Londra (Regno Unito) – 155 km

Risultati
| Pos. | Corridore     | Squadra       | Tempo    |
| ---- | ------------- | ------------- | -------- |
| 1    | Marcel Kittel | Giant-Shimano | 3h38'30" |
| 2    | Peter Sagan   | Cannondale    | s.t.     |
| 3    | Mark Renshaw  | Omega Pharma  | s.t.     |

| Pos. | Corridore        | Squadra       | Tempo     |
| ---- | ---------------- | ------------- | --------- |
| 1    | Vincenzo Nibali  | Astana        | 13h31'13" |
| 2    | Peter Sagan      | Cannondale    | a 2"      |
| 3    | Michael Albasini | Orica-GreenE. | s.t.      |

Descrizione e riassunto
Terza tappa in linea del Tour, senza gran premi della montagna, quindi dedicata ai velocisti. Al chilometro zero vanno subito in fuga due uomini, Jan Bárta e Jean-Marc Bideau. Il loro vantaggio arriva a toccare i 4 minuti, ma le squadre dei velocisti controllano bene la corsa riuscendo a riprendere Barta (che a -10 km dall'arrivo aveva staccato il compagno di fuga) a 6 km dall'arrivo. La Giant-Shimano riesce poi a lanciare la volata di Marcel Kittel, permettendo al tedesco di vincere la sua seconda tappa al Tour, imponendosi su Peter Sagan, Mark Renshaw, Bryan Coquard e Alexander Kristoff.

### 4ª tappa
- 8 luglio: Le Touquet-Paris-Plage > Villeneuve-d'Ascq – 163,5 km

Risultati
| Pos. | Corridore          | Squadra        | Tempo    |
| ---- | ------------------ | -------------- | -------- |
| 1    | Marcel Kittel      | Giant- Shimano | 3h36'39" |
| 2    | Alexander Kristoff | Katusha Team   | s.t.     |
| 3    | Arnaud Démare      | FDJ.fr         | s.t.     |

| Pos. | Corridore        | Squadra       | Tempo     |
| ---- | ---------------- | ------------- | --------- |
| 1    | Vincenzo Nibali  | Astana        | 17h07'52" |
| 2    | Peter Sagan      | Cannondale    | a 2"      |
| 3    | Michael Albasini | Orica-GreenE. | s.t.      |

Descrizione e riassunto

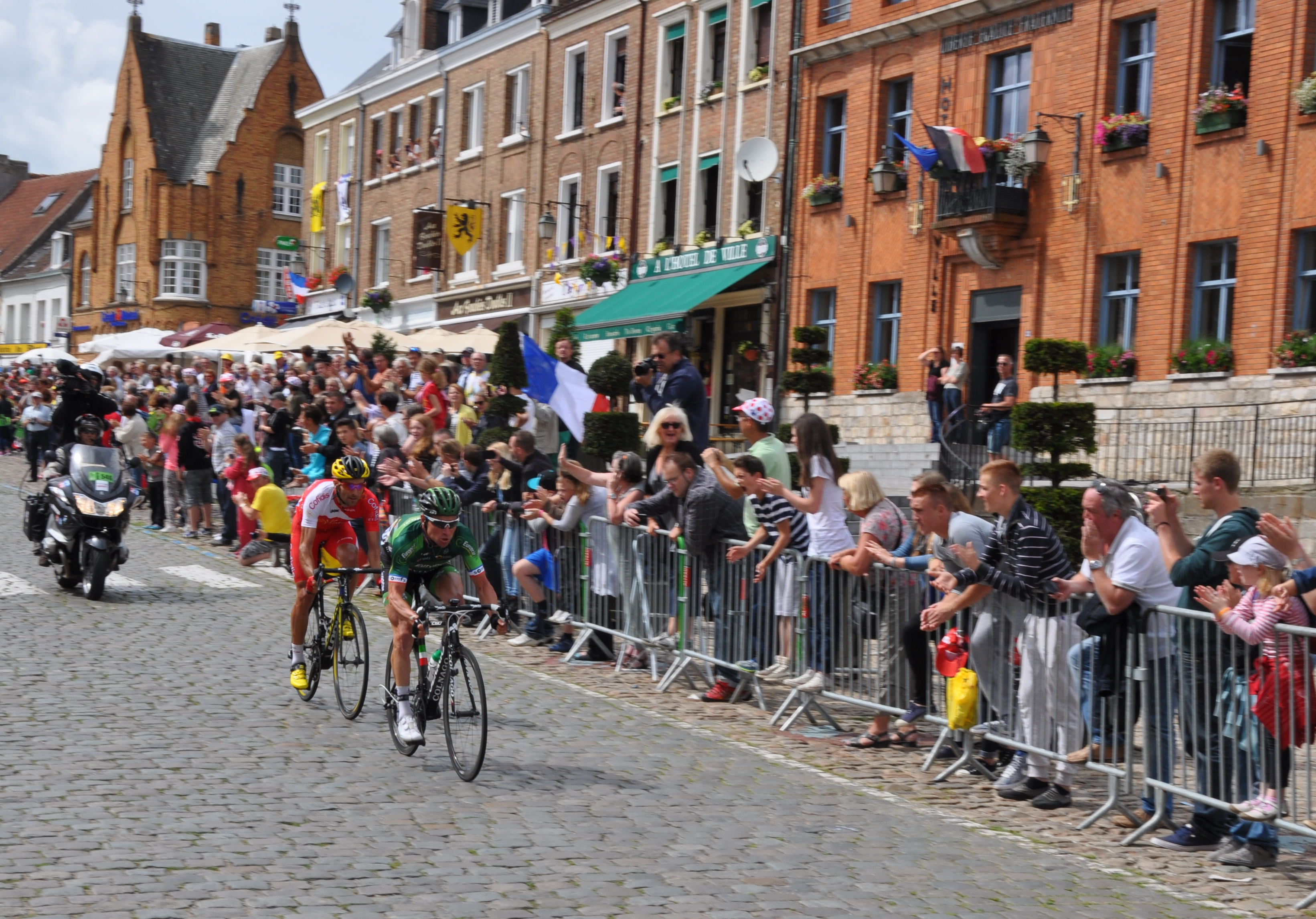
I fuggitivi Voeckler e Maté transitano sulle strade di Cassel

Ancora una tappa pianeggiante al Tour de France, adatta ai velocisti. Vanno in fuga Thomas Voeckler e Luis Ángel Maté, ma vengono ripresi dal gruppo. Si va quindi allo sprint, dove Alexander Kristoff prova ad anticipare la volata, ma viene superato da Marcel Kittel che centra la terza vittoria su quattro tappe. In classifica rimane tutto invariato.

### 5ª tappa
- 9 luglio: Ypres (Belgio) > Arenberg Porte du Hainaut – 155,5 km

Risultati
| Pos. | Corridore       | Squadra | Tempo    |
| ---- | --------------- | ------- | -------- |
| 1    | Lars Boom       | Belkin  | 3h18'35" |
| 2    | Jakob Fuglsang  | Astana  | a 19"    |
| 3    | Vincenzo Nibali | Astana  | s.t.     |

| Pos. | Corridore       | Squadra    | Tempo     |
| ---- | --------------- | ---------- | --------- |
| 1    | Vincenzo Nibali | Astana     | 20h26'46" |
| 2    | Jakob Fuglsang  | Astana     | a 2"      |
| 3    | Peter Sagan     | Cannondale | a 44"     |

Descrizione e riassunto
Quinta tappa della Grande Boucle, la più temuta della prima settimana dagli uomini di classifica, visti i 9 settori in pavé in programma (poi ridotti a 7 causa impraticabilità). La tappa parte dal Belgio sotto un acquazzone (che durerà poi per l'intera tappa) e subito vanno in fuga nove corridori, Simon Clarke, Mathew Hayman, Samuel Dumoulin, Rein Taaramäe, Marcus Burghardt, Tony Gallopin, Janier Acevedo, Lieuwe Westra e il campione del mondo a cronometro Tony Martin. Nel gruppo, intanto, alcuni corridori cominciano a scivolare sull'asfalto bagnato (tra questi c'è anche il campione uscente Chris Froome), rallentando il plotone; ciò fa salire il vantaggio dei fuggitivi, ridotti a 7 unità, dopo che Acevedo e Burghardt si sono rialzati. A 90 km dalla conclusione la Cannondale di Peter Sagan alza il ritmo e causa dei vari frazionamenti, che coinvolgono anche Alejandro Valverde, che è costretto a inseguire per 20 km prima di riportarsi in gruppo. Quasi contemporaneamente al ricongiungimento c'è la seconda caduta di Froome, che dopo essersi rialzato zoppicando, prova a salire in bici ma scuote la testa e si ritira.

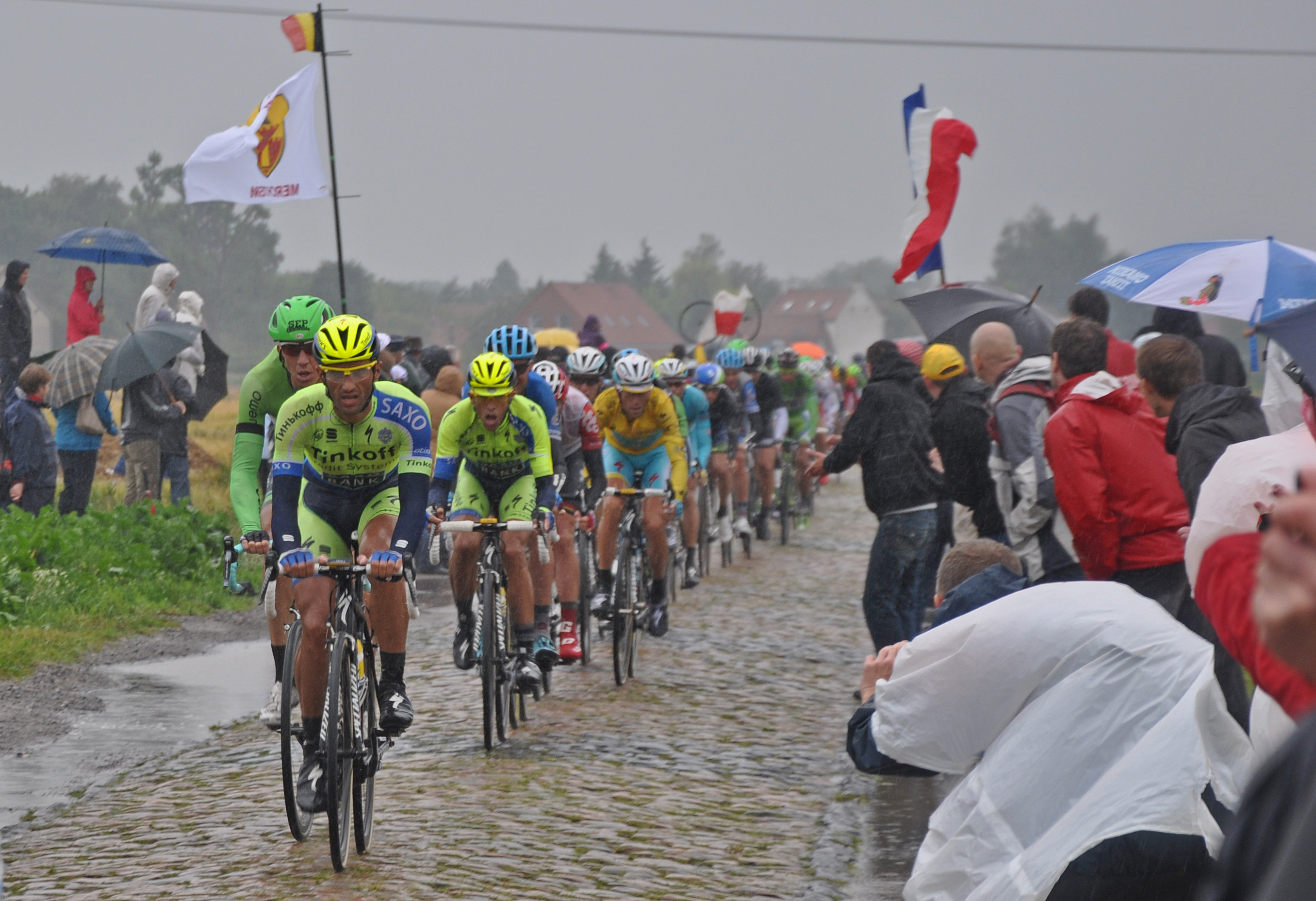
Il passaggio del gruppo su uno dei tratti in pavé. La maglia gialla Nibali (al centro), grazie un buon gioco di squadra, nel corso della tappa riesce a guadagnare un ampio margine in classifica sui più accreditati rivali.

Nel secondo settore in pavé il belga Sep Vanmarcke accelera, allungando il gruppo e mettendo in difficoltà molti uomini di classifica, tra cui uno dei candidati alla vittoria finale, Alberto Contador. All'uscita del settore, la maglia gialla Vincenzo Nibali si accorge che il rivale spagnolo è staccato e mette a tirare la squadra aiutato anche dalla Lotto-Belisol di Jurgen Van Den Broeck. Nel terzo settore il gruppo si fraziona ancora, a causa della caduta di Lars Bak, che coinvolge anche Van Den Broeck e Andrew Talansky. A 25 km dalla conclusione, nel quarto settore, prova ad allungare Lars Boom, selezionando ulteriormente il gruppetto in testa alla corsa, che contiene tra gli altri la maglia gialla di Nibali (con altri due suoi compagni), lo svizzero Fabian Cancellara, lo slovacco Sagan e il polacco Michał Kwiatkowski; tutti gli altri uomini di classifica fanno parte di altri gruppi distanziati di 1'45" (gruppo Talansky) e 2' (gruppo Contador/Valverde).
Verso la fine del penultimo tratto in pavé (il più lungo, 3400 m) il trio dell'Astana Nibali-Fuglsang-Westra, riesce a sorprendere gli specialisti del pavé Cancellara e Sagan, distanziandoli di un centinaio di metri, portandosi appresso il solo Boom. Nell'ultimo tratto in pavé l'olandese riesce a staccare Nibali e Fuglsang di una decina di secondi, margine che gli permette di andare a trionfare in solitaria sul traguardo di Arenberg con 19" di vantaggio sul duo dell'Astana. Nibali mantiene la maglia gialla, riuscendo a guadagnare 1'52" su Richie Porte, 2'09" su Valverde e 2'35" su Contador in classifica generale.

### 6ª tappa
- 10 luglio: Arras > Reims – 194 km

Risultati
| Pos. | Corridore          | Squadra       | Tempo    |
| ---- | ------------------ | ------------- | -------- |
| 1    | André Greipel      | Lotto-Belisol | 4h11'39" |
| 2    | Alexander Kristoff | Katusha Team  | s.t.     |
| 3    | Samuel Dumoulin    | AG2R La Mon.  | s.t.     |

| Pos. | Corridore       | Squadra    | Tempo     |
| ---- | --------------- | ---------- | --------- |
| 1    | Vincenzo Nibali | Astana     | 24h38'25" |
| 2    | Jakob Fuglsang  | Astana     | a 2"      |
| 3    | Peter Sagan     | Cannondale | a 44"     |

Descrizione e riassunto

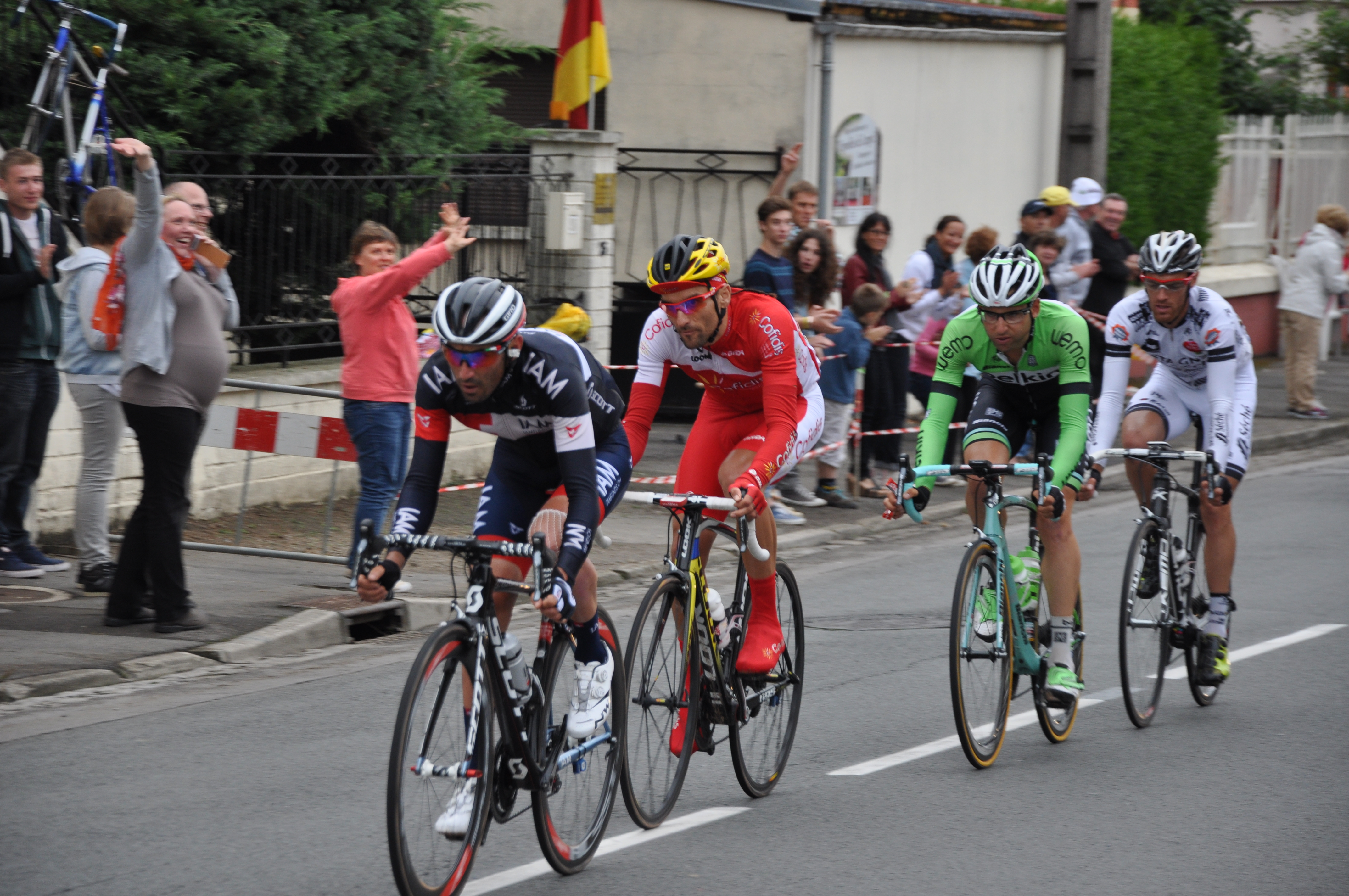
I fuggitivi di giornata, Pineau, Maté, Leezer e Gérard, a Tergnier.

Dopo la tappa del pavé, la 6ª tappa del Tour prevede un percorso completamente pianeggiante, adatta ai velocisti. Vanno in fuga quattro corridori, tra cui Jérôme Pineau e Luis Ángel Maté. Dai -30 km al traguardo in gruppo iniziano a aprirsi alcuni ventagli, che spezzano il plotone tagliando fuori dalla volata il campione francese Arnaud Démare. L'ultimo fuggitivo viene ripreso a 12 km dall'arrivo e si arriva allo sprint finale, che il favorito Marcel Kittel non disputa a causa di un incidente meccanico. In volata vince un altro tedesco, André Greipel, che s'impone su Alexander Kristoff e Samuel Dumoulin. In classifica generale non cambia nulla.

### 7ª tappa
- 11 luglio: Épernay > Nancy – 234,5 km

Risultati
| Pos. | Corridore      | Squadra       | Tempo    |
| ---- | -------------- | ------------- | -------- |
| 1    | Matteo Trentin | Omega Pharma  | 5h18'39" |
| 2    | Peter Sagan    | Cannondale    | s.t.     |
| 3    | Tony Gallopin  | Lotto-Belisol | s.t.     |

| Pos. | Corridore       | Squadra    | Tempo     |
| ---- | --------------- | ---------- | --------- |
| 1    | Vincenzo Nibali | Astana     | 29h57'04" |
| 2    | Jakob Fuglsang  | Astana     | a 2"      |
| 3    | Peter Sagan     | Cannondale | a 44"     |

Descrizione e riassunto

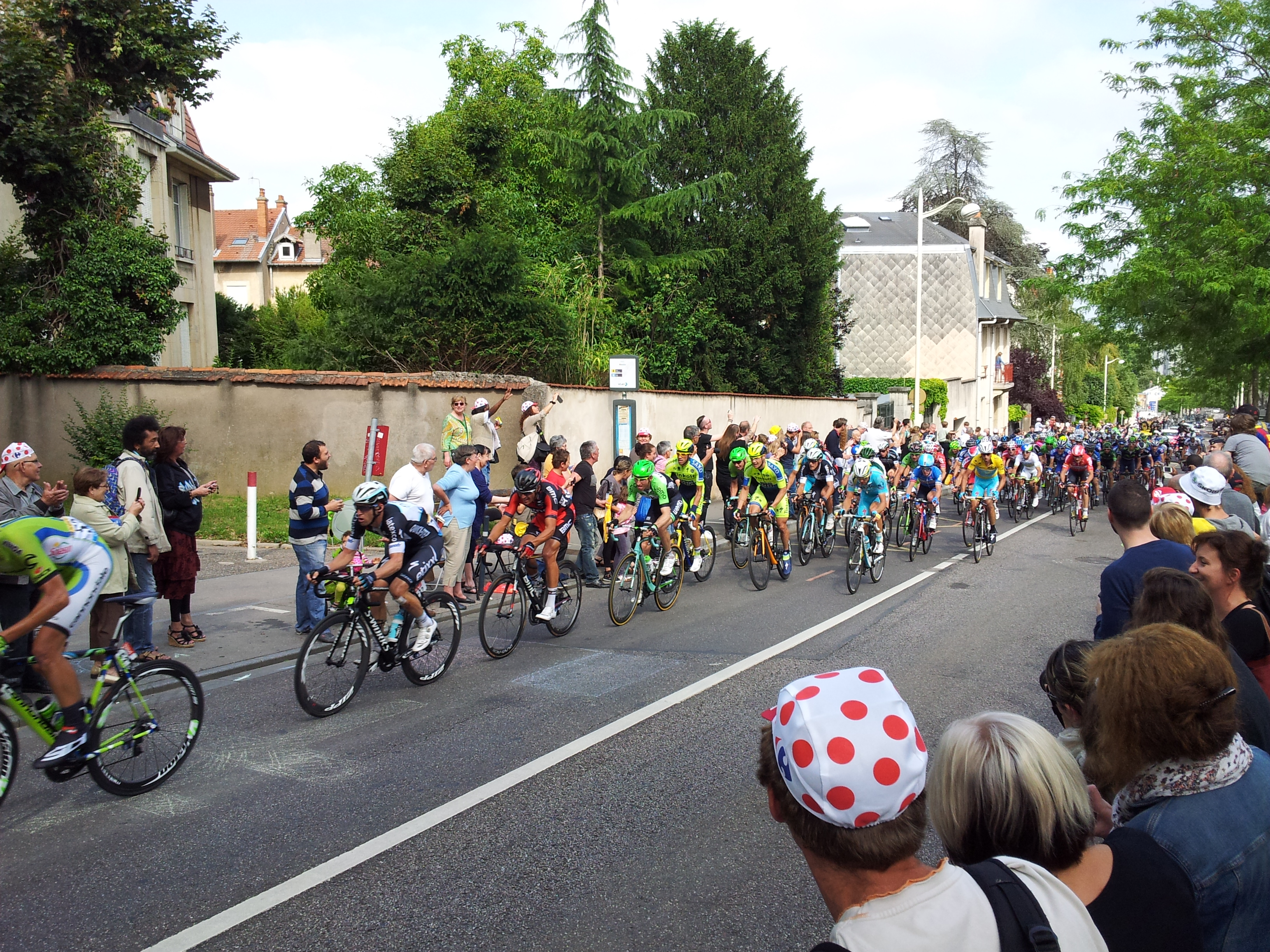
Il plotone del gruppo sfila all'inizio della côte de Boufflers

La seconda tappa più lunga del Tour è quasi interamente pianeggiante; negli ultimi 20 km sono presenti due GPM, che sulla carta potrebbero mettere in crisi gli sprinter puri. Infatti già sul primo dei due, i velocisti puri iniziano a staccarsi mentre in testa al gruppo prova un attacco Thomas Voeckler, venendo ripreso subito dopo dal gruppo. A -16 km dal traguardo, si verifica una caduta nel gruppo principale, con coinvolto anche Tejay van Garderen, capitano della BMC. Sull'ultima salita provano ad uscire dal gruppo Greg Van Avermaet e Peter Sagan, che però vedono esaurire la loro azione a 2 km dall'arrivo. Si arriva quindi ad uno sprint ristretto che vede il successo al fotofinish di Matteo Trentin su Peter Sagan per 1,5 cm. In classifica generale Van Garderen paga 1'03" agli altri uomini di classifica.

### 8ª tappa
- 12 luglio: Tomblaine > Gérardmer La Mauselaine – 161 km

Risultati
| Pos. | Corridore        | Squadra      | Tempo    |
| ---- | ---------------- | ------------ | -------- |
| 1    | Blel Kadri       | AG2R         | 3h49'28" |
| 2    | Alberto Contador | Tinkoff-Saxo | a 2'17"  |
| 3    | Vincenzo Nibali  | Astana       | a 2'20"  |

| Pos. | Corridore       | Squadra  | Tempo     |
| ---- | --------------- | -------- | --------- |
| 1    | Vincenzo Nibali | Astana   | 33h48'52" |
| 2    | Jakob Fuglsang  | Astana   | a 1'44"   |
| 3    | Richie Porte    | Team Sky | a 1'58"   |

Descrizione e riassunto

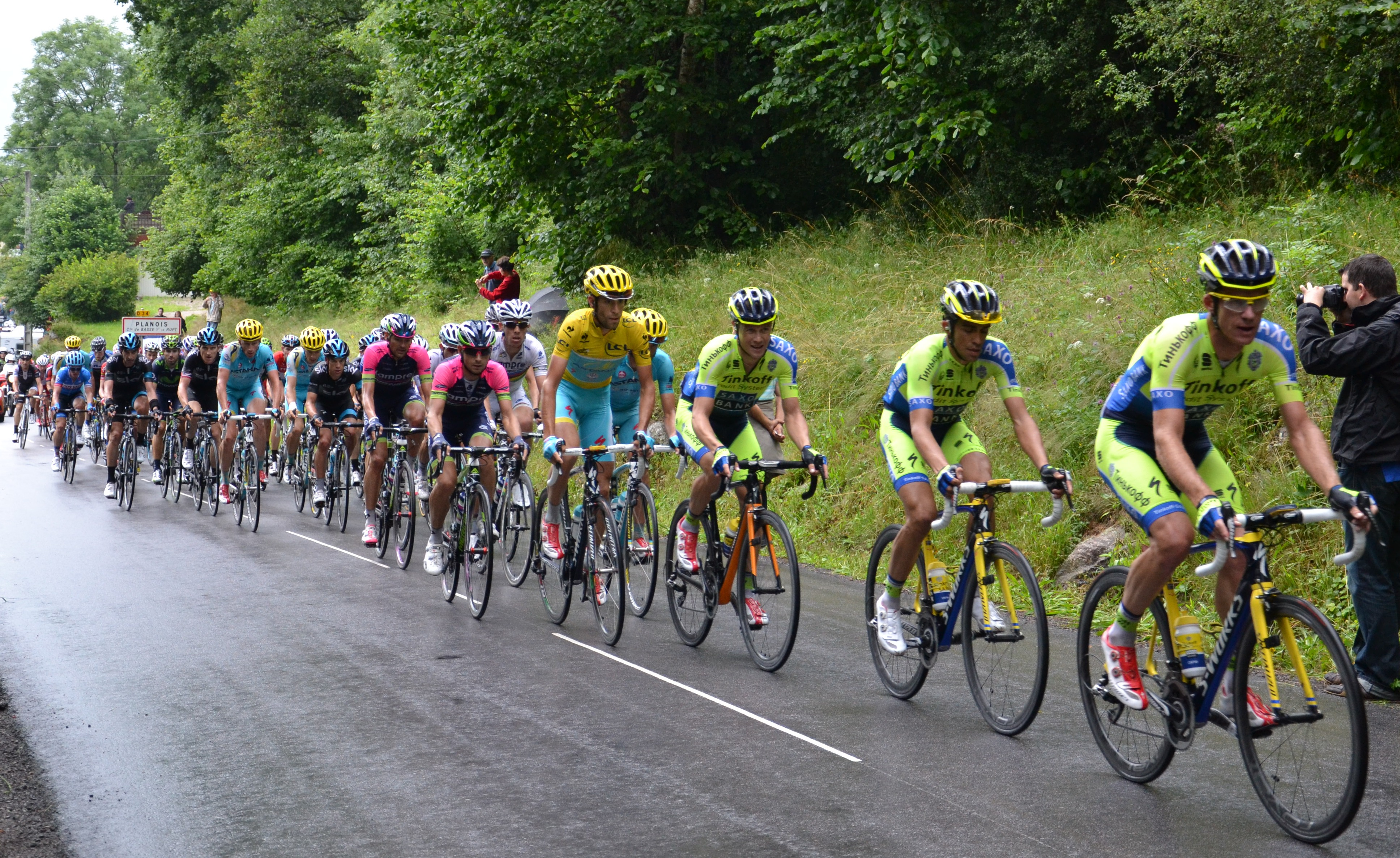
L'ascesa del gruppo della maglia gialla sul col de la Croix des Moinats

La tappa prevede 3 Gran premi della montagna, tutti concentrati nel finale. La tappa vede sviluppare una fuga di cinque corridori, Sylvain Chavanel, Niki Terpstra, Simon Yates, Adrien Petit e Blel Kadri. Riescono ad arrivare ad avere 11' di vantaggio, ma dietro la Tinkoff-Saxo di Alberto Contador inizia a tirare per diminuire il distacco. Davanti Kadri se ne va sul primo GPM, mettendo tra sé e Chavanel un buon margine di tempo. Ai piedi dell'ultima salita, Kadri ha circa 3' di vantaggio sul gruppo, dove la Tinkoff forza l'andatura per preparare l'attacco a Contador, che avviene a 1,3 km dall'arrivo. All'attacco di Contador risponde solo la maglia gialla Vincenzo Nibali. Kadri, conserva un margine superiore ai 2' che gli consente di vincere la tappa in solitaria. Secondo arriva Contador il quale allo sprint guadagna solo 3" su Nibali, che mantiene la maglia gialla. In classifica il compagno di Nibali, Jakob Fuglsang, rimane attardato di circa 1'40", mentre Peter Sagan esce completamente di classifica.

### 9ª tappa
- 13 luglio: Gérardmer > Mulhouse – 170 km

Risultati
| Pos. | Corridore         | Squadra      | Tempo    |
| ---- | ----------------- | ------------ | -------- |
| 1    | Tony Martin       | Omega Pharma | 4h09'34" |
| 2    | Fabian Cancellara | Trek Factory | a 2'45"  |
| 3    | Greg Van Avermaet | BMC Racing   | s.t.     |

| Pos. | Corridore       | Squadra       | Tempo     |
| ---- | --------------- | ------------- | --------- |
| 1    | Tony Gallopin   | Lotto-Belisol | 38h04'38" |
| 2    | Vincenzo Nibali | Astana        | a 1'34"   |
| 3    | Tiago Machado   | NetApp        | a 2'40"   |

Descrizione e riassunto

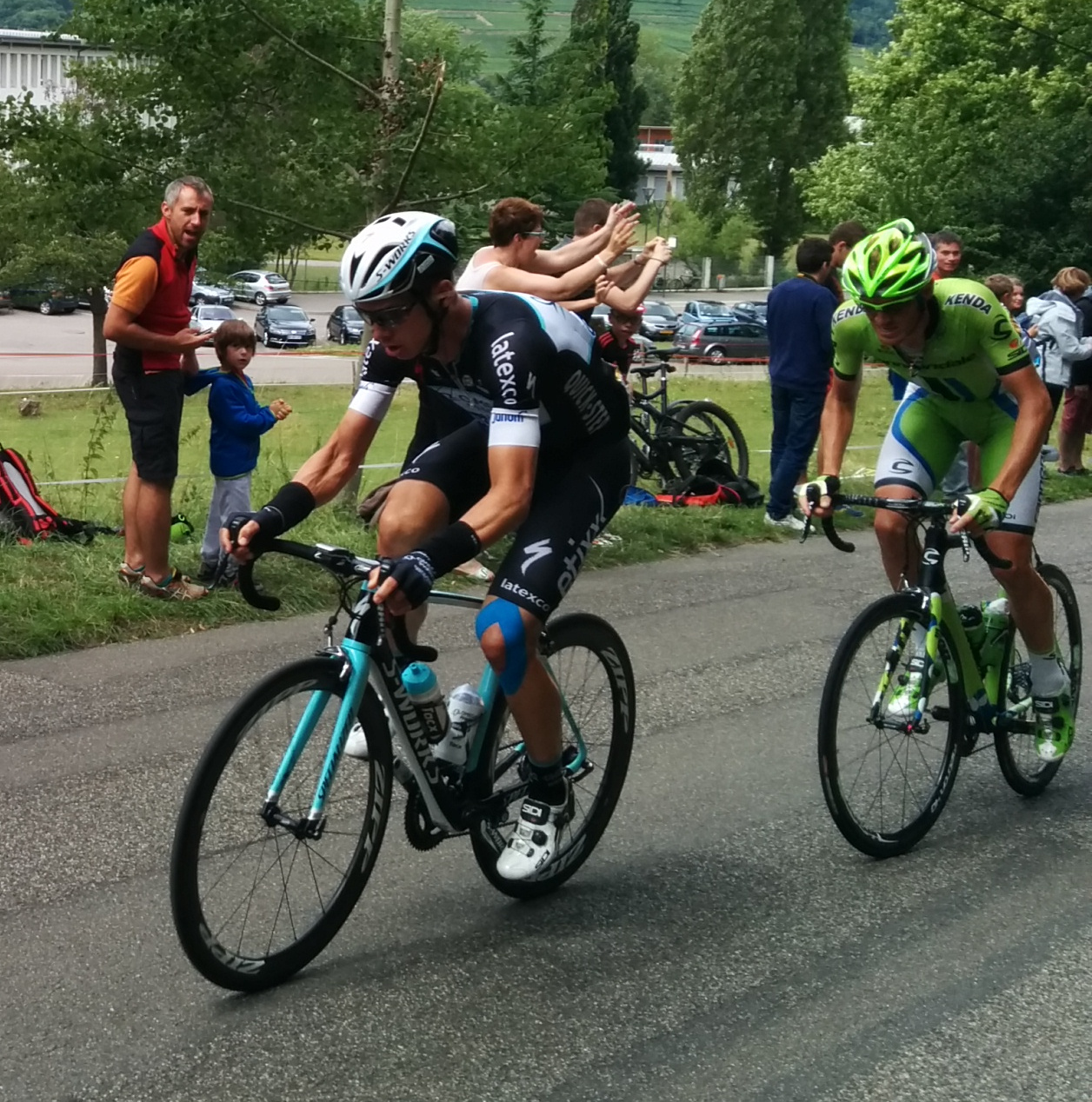
Il vincitore di tappa Martin precede il compagno di fuga De Marchi

La 9ª tappa ben si presta alle fughe da lontano, visti i 6 GPM che rendono molto difficile controllare la corsa. Infatti al km 20 vanno in fuga Alessandro De Marchi e il campione del mondo a cronometro Tony Martin, seguiti da un drappello di contrattaccanti di 22 unità, tra cui spiccano i nomi di Fabian Cancellara, Joaquim Rodríguez e Tony Gallopin che però non riescono a riportarsi sui 2 al comando. Sulla penultima salita di giornata, Le Markstein, Martin stacca il compagno di fuga aumentando il vantaggio sul gruppo dei contrattaccanti. Il tedesco va poi a vincere sul traguardo di Mulhouse in solitaria, dopo 150 km di fuga, 60 dei quali percorsi da solo. Il gruppetto al suo inseguimento arriva con un ritardo di 2'45", e viene regolato in volata dallo svizzero Cancellara sul belga Greg Van Avermaet. Il gruppo della maglia gialla Vincenzo Nibali giunge al traguardo con 7'46" di ritardo, distacco che non consente all'italiano di mantenere la maglia gialla, che passa sulle spalle del francese Gallopin.

### 10ª tappa
- 14 luglio: Mulhouse > La Planche des Belles Filles – 161,5 km

Risultati
| Pos. | Corridore          | Squadra  | Tempo    |
| ---- | ------------------ | -------- | -------- |
| 1    | Vincenzo Nibali    | Astana   | 4h27'26" |
| 2    | Thibaut Pinot      | FDJ.fr   | a 15"    |
| 3    | Alejandro Valverde | Movistar | a 20"    |

| Pos. | Corridore          | Squadra  | Tempo     |
| ---- | ------------------ | -------- | --------- |
| 1    | Vincenzo Nibali    | Astana   | 42h33'38" |
| 2    | Richie Porte       | Sky      | a 2'23"   |
| 3    | Alejandro Valverde | Movistar | a 2'47"   |

Descrizione e riassunto
La 10ª tappa è una delle più dure della grande Boucle: sono previsti sette GPM, di cui quattro di prima categoria, due di seconda e uno di terza. Poco dopo la partenza, che ha luogo a Mulhouse, si staccano dal gruppo dieci corridori, tra cui Tony Martin, detentore della maglia a pois e vincitore della 9ª tappa, Michał Kwiatkowski, maglia bianca, Joaquim Rodríguez e Giovanni Visconti. A 98 km dall'arrivo, uno dei favoriti per la vittoria finale, Alberto Contador, cade in discesa. Resta fermo 4 minuti prima di ripartire, con una vistosa fasciatura al ginocchio destro. Percorre altri 17 km prima di scendere di bici e ritirarsi; verrà in seguito riscontrata una frattura alla tibia. Dopo il ritiro del campione spagnolo, l'Astana di Vincenzo Nibali prende in mano la situazione e si porta in testa al gruppo degli inseguitori. Rimane invece nelle ultime posizioni del gruppo la maglia gialla Tony Gallopin.

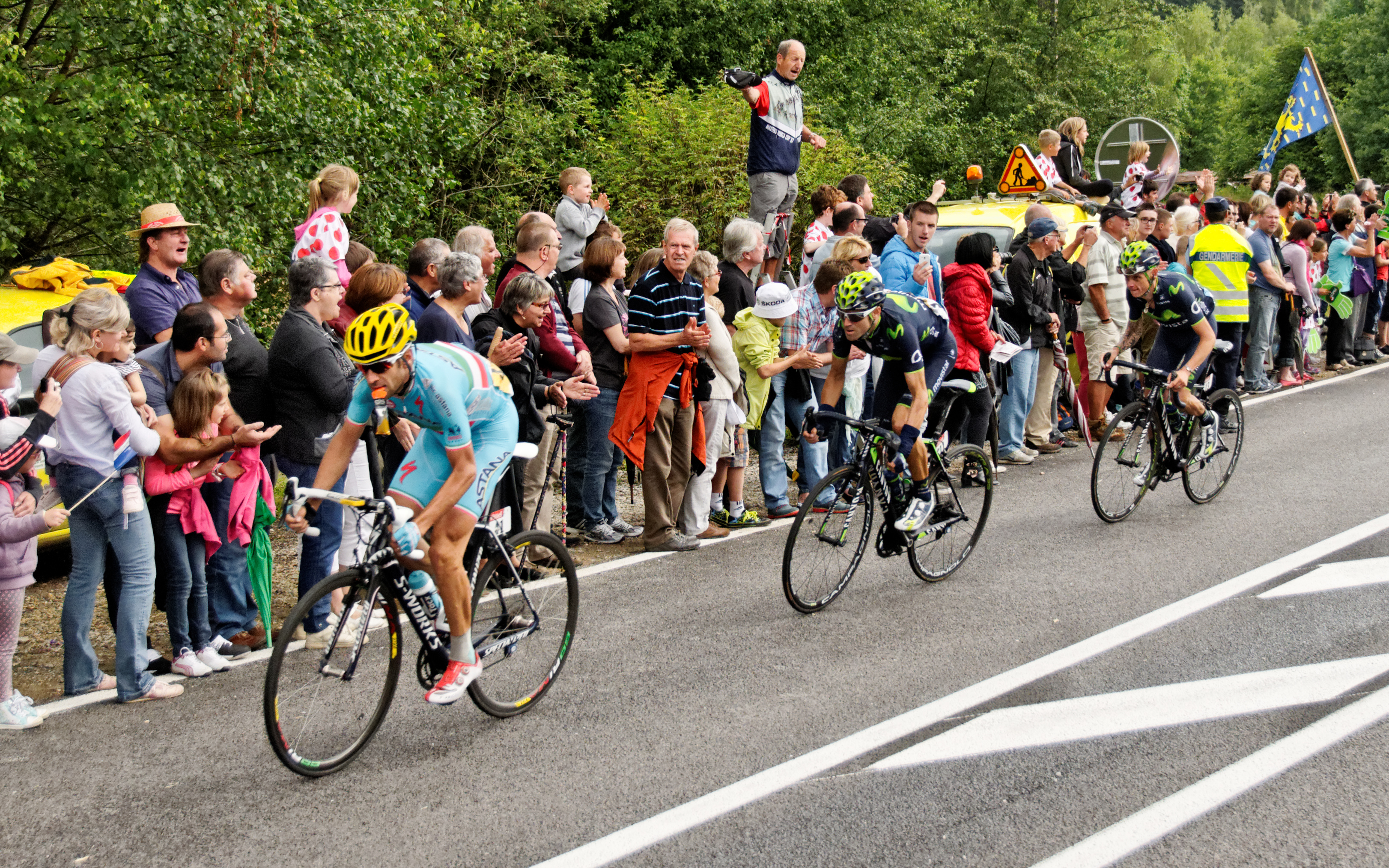
Nibali (a sinistra) prima della salita finale a Plancher-les-Mines. Vincendo la frazione, l'italiano torna a vestire quella maglia gialla ceduta il giorno prima a Gallopin.

Sul Col des Chevrères Rodríguez stacca i compagni di fuga, per poi essere ripreso in discesa da Kwiatkowski e da altri inseguitori. Sulle prime rampe che portano al traguardo de La Planche des Belles Filles, lo spagnolo stacca nuovamente il giovane polacco, mentre il gruppo dei migliori inizia l'ascesa finale con 1'15" di ritardo. A 2,8 km dal traguardo Nibali, fino a quel momento aiutato dai compagni Michele Scarponi e Jakob Fuglsang, scatta, superando gli inseguitori di Rodríguez; a 1,3 km dal traguardo l'italiano raggiunge lo spagnolo, staccandolo a 1 km dalla vetta e andando vincere in solitaria la tappa, precedendo il giovane francese Thibaut Pinot di 15" e lo spagnolo Alejandro Valverde di 20". La maglia gialla Tony Gallopin, che si era staccato dal gruppo durante le rampe del Col des Chevrères, chiude con 4'46" di ritardo dall'italiano, che riconquista il simbolo del primato con più di 2 minuti di vantaggio sui rivali.

### 11ª tappa
- 16 luglio: Besançon > Oyonnax – 187,5 km

Risultati
| Pos. | Corridore      | Squadra       | Tempo    |
| ---- | -------------- | ------------- | -------- |
| 1    | Tony Gallopin  | Lotto-Belisol | 4h25'45" |
| 2    | John Degenkolb | Giant-Shimano | s.t.     |
| 3    | Matteo Trentin | Omega Pharma  | s.t.     |

| Pos. | Corridore          | Squadra  | Tempo     |
| ---- | ------------------ | -------- | --------- |
| 1    | Vincenzo Nibali    | Astana   | 46h59'23" |
| 2    | Richie Porte       | Sky      | a 2'23"   |
| 3    | Alejandro Valverde | Movistar | a 2'47"   |

### 12ª tappa
- 17 luglio: Bourg-en-Bresse > Saint-Étienne – 185,5 km

Risultati
| Pos. | Corridore          | Squadra      | Tempo    |
| ---- | ------------------ | ------------ | -------- |
| 1    | Alexander Kristoff | Katusha Team | 4h32'11" |
| 2    | Peter Sagan        | Cannondale   | s.t.     |
| 3    | Arnaud Démare      | FDJ.fr       | s.t.     |

| Pos. | Corridore          | Squadra  | Tempo     |
| ---- | ------------------ | -------- | --------- |
| 1    | Vincenzo Nibali    | Astana   | 51h31'34" |
| 2    | Richie Porte       | Sky      | a 2'23"   |
| 3    | Alejandro Valverde | Movistar | a 2'47"   |

### 13ª tappa
- 18 luglio: Saint-Étienne > Chamrousse – 197,5 km

Risultati
| Pos. | Corridore       | Squadra      | Tempo    |
| ---- | --------------- | ------------ | -------- |
| 1    | Vincenzo Nibali | Astana       | 5h12'29" |
| 2    | Rafał Majka     | Tinkoff-Saxo | a 10"    |
| 3    | Leopold König   | NetApp       | a 11"    |

| Pos. | Corridore          | Squadra      | Tempo     |
| ---- | ------------------ | ------------ | --------- |
| 1    | Vincenzo Nibali    | Astana       | 56h44'03" |
| 2    | Alejandro Valverde | Movistar     | a 3'37"   |
| 3    | Romain Bardet      | AG2R La Mon. | a 4'24"   |

Descrizione e riassunto
Nel giorno dell'anniversario della nascita di Gino Bartali e della morte di Fabio Casartelli, la tredicesima tappa della Grande Boucle si corre sulle Alpi, con arrivo in salita sulla stazione sciistica di Chamrousse. La tappa viene corsa all'insegna del caldo, con Daniel Navarro e Janier Acevedo che si ritirano dopo pochi chilometri. Ad andare in fuga è un gruppo di ciclisti comprendente tra gli altri gli italiani Daniel Oss, Giovanni Visconti e Alessandro De Marchi, il quale rimane in testa alla corsa fino al 175º km, a -12 km dal traguardo. Nell'ultima salita, nel gruppo degli inseguitori, i corridori della Movistar e della FDJ.fr aumentano il ritmo, raggiungendo l'italiano. Dal gruppo si stacca Richie Porte, che, sotto il caldo afoso, non riesce a sostenere il ritmo degli altri ciclisti. Quando Alejandro Valverde si accorge che Porte non fa parte più del gruppo, allunga, e si porta dietro solo la maglia gialla Vincenzo Nibali e il francese Thibaut Pinot. A 6,7 km dall'arrivo, Nibali scatta lasciando sul posto Valverde e Pinot, raggiungendo Rafał Majka e Leopold König, che si erano avvantaggiati in precedenza. A 3 km dalla vetta di Chamrousse, Nibali accelera ancora una volta, togliendosi di ruota il polacco e il ceco, avviandosi verso la vittoria di tappa in solitaria. Nibali vince con 10" su Majka e 11" su König. Valverde perde 50 secondi, così come Pinot, mentre Porte più di 8', uscendo così di classifica..

### 14ª tappa
- 19 luglio: Grenoble > Risoul – 177 km

Risultati
| Pos. | Corridore       | Squadra      | Tempo    |
| ---- | --------------- | ------------ | -------- |
| 1    | Rafał Majka     | Tinkoff-Saxo | 5h08'27" |
| 2    | Vincenzo Nibali | Astana       | a 24"    |
| 3    | J.-C. Péraud    | AG2R La Mon. | a 26"    |

| Pos. | Corridore          | Squadra      | Tempo     |
| ---- | ------------------ | ------------ | --------- |
| 1    | Vincenzo Nibali    | Astana       | 61h52'54" |
| 2    | Alejandro Valverde | Movistar     | a 4'37"   |
| 3    | Romain Bardet      | AG2R La Mon. | a 4'50"   |

Descrizione e riassunto
La quattordicesima tappa è la seconda e ultima in programma sulle Alpi con arrivo in salita nel villaggio di Risoul dopo le scalate del Col du Lautaret e del Col D'Izoard. Il primo gruppo ad andare in fuga è composto da 17 atleti, tra cui Peter Sagan, Rafał Majka, Alessandro De Marchi, Joaquim Rodríguez, Nicolas Roche, Geraint Thomas e Christophe Riblon; dietro, nel gruppo maglia gialla, l'Astana detta l'andatura. Sulle rampe dell'Izoard, a 62 km dall'arrivo, si stacca Sagan ripreso dagli inseguitori 12 km dopo. Nella discesa dopo lo scollinamento, la coppia della AG2R La Mondiale, Péraud e Bardet, prova ad allungare in discesa, ma Vincenzo Nibali, aiutato da Jakob Fuglsang, si mantiene a ruota. Il gruppo alla fine della discesa è frazionato ma si ricompone subito dopo. Subito dopo l'inizio della salita finale che porta al traguardo di Risoul nel gruppo degli inseguitori De Marchi prova a scattare; Serpa lo segue a ruota, con Majka e Rodríguez più indietro. Nel frattempo, nel gruppo maglia gialla, prevale la stanchezza; ne approfitta Nibali, che scatta, portandosi dietro il solo Péraud. Intanto davanti Majka raggiunge De Marchi (che aveva staccato Serpa) e lo lascia sul posto, involandosi da solo verso la vittoria. Dietro, Nibali e Péraud raggiungono e staccano De Marchi e Rodríguez, mentre più indietro il secondo in classifica Alejandro Valverde cede e non mantiene il ritmo di Bardet, Pinot, van Garderen e Fränk Schleck. Majka vince così la tappa, con 24" di vantaggio su Nibali e 26" su Péraud. Valverde arriva a 1'24" dal polacco, perdendo così 1 minuto da Nibali e rischiando di perdere la seconda posizione, che mantiene per soli 13" su Bardet. Nibali si ritrova così a 7 tappe dal termine con 4'37" di vantaggio sullo spagnolo secondo in classifica.

### 15ª tappa
- 20 luglio: Tallard > Nîmes – 222 km

Risultati
| Pos. | Corridore          | Squadra      | Tempo    |
| ---- | ------------------ | ------------ | -------- |
| 1    | Alexander Kristoff | Team Katusha | 4h56'43" |
| 2    | Heinrich Haussler  | IAM Cycling  | s.t.     |
| 3    | Peter Sagan        | Cannondale   | s.t.     |

| Pos. | Corridore          | Squadra      | Tempo     |
| ---- | ------------------ | ------------ | --------- |
| 1    | Vincenzo Nibali    | Astana       | 66h49'37" |
| 2    | Alejandro Valverde | Movistar     | a 4'37"   |
| 3    | Romain Bardet      | AG2R La Mon. | a 4'50"   |

Descrizione e riassunto
In una delle tappe più lunghe del Tour, è previsto un arrivo in volata, dopo 222 km. Al km 6 vanno in fuga Martin Elmiger e Jack Bauer, riuscendo a guadagnare un massimo vantaggio di 8'30"; a quel punto le squadre dei velocisti iniziano a tirare per riprendere i fuggitivi, che complice la pioggia, riescono a mantenere un buon margine di vantaggio che li consente di arrivare all'ultimo km con ancora 13" di vantaggio. Ai meno 350 parte Elmiger che prova ad anticipare il ritorno del gruppo, ma viene superato da Bauer che rimane in testa fino a 65 m dal traguardo, prima di essere superato da Alexander Kristoff, che vince così la tappa. Bauer arriva 10º tagliando il traguardo in lacrime.

### 16ª tappa
- 22 luglio: Carcassonne > Bagnères-de-Luchon – 237,5 km

Risultati
| Pos. | Corridore       | Squadra      | Tempo    |
| ---- | --------------- | ------------ | -------- |
| 1    | Michael Rogers  | Tinkoff-Saxo | 6h07'10" |
| 2    | Thomas Voeckler | Europcar     | a 9"     |
| 3    | Vasil' Kiryenka | Sky          | s.t.     |

| Pos. | Corridore          | Squadra  | Tempo     |
| ---- | ------------------ | -------- | --------- |
| 1    | Vincenzo Nibali    | Astana   | 73h05'19" |
| 2    | Alejandro Valverde | Movistar | a 4'37"   |
| 3    | Thibaut Pinot      | FDJ.fr   | a 5'06"   |

Descrizione e riassunto
Nella prima tappa pirenaica sono previsti cinque GPM, con arrivo in discesa a Bagnères-de-Luchon. Dopo alcuni timidi tentativi di fuga, Kévin Réza e Anthony Delaplace si staccano dal gruppo, seguiti da altri tre corridori; poi ne arrivano altri sette, e il gruppo dei dodici fuggitivi si porta ad un minuto di vantaggio dal gruppo maglia gialla, che però recupera e -165 km dal traguardo riassorbe i fuggitivi. Pochi secondi dopo, un gruppo di 21 ciclisti si stacca e va di nuovo in fuga, raggiungendo il massimo margine di vantaggio a 40 km dall'arrivo, con 12'40'". Nel gruppo maglia gialla, l'Astana controlla e non si preoccupa di inseguire i fuggitivi, tutti con un largo ritardo in classifica generale da Vincenzo Nibali. A 30km dall'arrivo, si staccano diversi fuggitivi dal gruppo di testa e, nel gruppo maglia gialla, arriva il Movistar Team a dettare l'andatura, molto più intensa rispetto a quella imposta dall'Astana; si staccano così molti corridori dal gruppo, tra cui Richie Porte. Nel gruppo di testa si staccano sempre più ciclisti, fin quando, a 24 km dal traguardo rimangono in tre: Thomas Voeckler, José Serpa e Michael Rogers. A 22 km dall'arrivo, Thibaut Pinot scatta, seguito a ruota da Alejandro Valverde, Nibali e Jean-Christophe Péraud. Romain Bardet non riesce a mantenere il ritmo dei quattro e si stacca. Tejay van Garderen si era già staccato pochi minuti prima. Nei pressi dell'ultimo GPM, Valverde si stacca e rimangono solo Pinot e, poco più indietro Vincenzo Nibali che, in discesa, viene ostacolato da un'auto degli organizzatori. Nel gruppo di testa, i fuggitivi diventano cinque, per i recuperi di Cyril Gautier e Vasil' Kiryenka. A 4 km dall'arrivo, Valverde rientra su Nibali e Pinot; contemporaneamente, nel gruppo di testa, Rogers scatta in discesa e lascia sul posto i quattro compagni di fuga, andando a vincere in solitaria la tappa più lunga della Grande Boucle. Nibali arriva con 8'34'" di ritardo, in compagnia di Valverde, Pinot, Péraud e Leopold König, che aveva recuperato negli ultimi 300 metri. Bardet arriva con 2'10" dal gruppo maglia gialla, perdendo quindi la maglia bianca a favore di Thibaut Pinot.

### 17ª tappa
- 23 luglio: Saint-Gaudens > Saint-Lary Pla d'Adet – 124,5 km

Risultati
| Pos. | Corridore         | Squadra      | Tempo    |
| ---- | ----------------- | ------------ | -------- |
| 1    | Rafał Majka       | Tinkoff-Saxo | 3h35'23" |
| 2    | Giovanni Visconti | Movistar     | a 29"    |
| 3    | Vincenzo Nibali   | Astana       | a 46"    |

| Pos. | Corridore          | Squadra  | Tempo     |
| ---- | ------------------ | -------- | --------- |
| 1    | Vincenzo Nibali    | Astana   | 76h41'28" |
| 2    | Alejandro Valverde | Movistar | a 5'26"   |
| 3    | Thibaut Pinot      | FDJ.fr   | a 6'00"   |

### 18ª tappa
- 24 luglio: Pau > Hautacam – 145,5 km

Risultati
| Pos. | Corridore       | Squadra      | Tempo    |
| ---- | --------------- | ------------ | -------- |
| 1    | Vincenzo Nibali | Astana       | 4h04'17" |
| 2    | Thibaut Pinot   | FDJ.fr       | a 1'10"  |
| 3    | Rafał Majka     | Tinkoff-Saxo | a 1'12"  |

| Pos. | Corridore       | Squadra | Tempo     |
| ---- | --------------- | ------- | --------- |
| 1    | Vincenzo Nibali | Astana  | 80h45'45" |
| 2    | Thibaut Pinot   | FDJ.fr  | a 7'10"   |
| 3    | J.-C. Péraud    | AG2R    | a 7'23"   |

Descrizione e riassunto
La 18ª tappa, l'ultima di montagna, è caratterizzata da due scalate: il Colle del Tourmalet e l'Hautacam, dove è previsto l'arrivo. Alla partenza da Pau cominciano i primi scatti, con un gruppo di 21 corridori che va in fuga. Alle pendici del Tourmalet, cominciano a perdere contatto i velocisti dal gruppo maglia gialla. Nel gruppo di testa, Sylvain Chavanel prova a scattare, seguito, e successivamente superato, da Mikel Nieve e Blel Kadri. Nel gruppo maglia gialla, a tirare sono gli uomini dell'Astana. Nella discesa del Tourmalet, dal gruppo della maglia gialla prova a scattare Alejandro Valverde, ma viene ripreso pochi chilometri dopo dal gruppo. Nel frattempo, lo spagnolo della Movistar, José Joaquín Rojas, viene squalificato dalla giuria per traino. A 12 km dall'arrivo, Kadri si stacca e lascia Nieve da solo in testa. Solo 2 km dopo, Chris Horner scatta nel gruppo maglia gialla, seguito solo da Vincenzo Nibali, che lo supera e lo lascia sul posto. In tre chilometri il messinese raggiunge e supera Nieve e s'invola in solitaria verso la sua quarta vittoria di tappa nella Grande Boucle. Nel frattempo, nel gruppo degli uomini di classifica, scattano Thibaut Pinot e Tejay van Garderen, lasciando Valverde da solo. Pinot arriva sul traguardo con 1'10" di ritardo, Rafał Majka con 1'12", Jean-Christophe Péraud con 1'15". Valverde arriva con un ritardo di 1'59", perdendo il secondo posto in classifica generale e scivolando al quarto, dietro Pinot (che ha un ritardo di 7'10" da Nibali) e Péraud (7'23" di ritardo).

### 19ª tappa
- 24 luglio: Maubourguet > Bergerac – 208,5 km

Risultati
| Pos. | Corridore          | Squadra       | Tempo    |
| ---- | ------------------ | ------------- | -------- |
| 1    | R. Navardauskas    | Garmin-Sharp  | 4h43'41" |
| 2    | John Degenkolb     | Giant-Shimano | a 7"     |
| 3    | Alexander Kristoff | Katusha       | s.t.     |

| Pos. | Corridore       | Squadra      | Tempo     |
| ---- | --------------- | ------------ | --------- |
| 1    | Vincenzo Nibali | Astana       | 85h29'33" |
| 2    | Thibaut Pinot   | FDJ.fr       | a 7'10"   |
| 3    | J.-C. Péraud    | AG2R La Mon. | a 7'23"   |

Descrizione e riassunto
Penultima tappa per velocisti prima della cronometro che definirà la classifica. Anche questa tappa è funestata dal maltempo, soprattutto negli ultimi 20 km, dove i ciclisti corrono sotto un vero e proprio nubifragio. A 14 km dalla conclusione, sull'unica salita di giornata, il favorito Marcel Kittel si stacca dal gruppo, mentre tutti gli altri velocisti tengono le ruote. A -10 km dall'arrivo attacca il lituano Ramūnas Navardauskas, che fa valere le sue buone caratteristiche di passista per guadagnare 15", che gli consentono di trionfare in solitaria sul traguardo di Bergerac. John Degenkolb vince la volata del gruppo. Da segnalare una caduta a 2800 m dall'arrivo, che coinvolge tra gli altri Romain Bardet, che tuttavia viene accreditato dello stesso tempo degli altri per via della neutralizzazione degli ultimi 3 km.

### 20ª tappa
- 25 luglio: Bergerac > Périgueux – Cronometro individuale - 54 km

Risultati
| Pos. | Corridore    | Squadra       | Tempo    |
| ---- | ------------ | ------------- | -------- |
| 1    | Tony Martin  | Omega Pharma  | 1h06'21" |
| 2    | Tom Dumoulin | Giant-Shimano | a 1'39"  |
| 3    | Jan Bárta    | NetApp-Endura | a 1'47"  |

| Pos. | Corridore       | Squadra      | Tempo     |
| ---- | --------------- | ------------ | --------- |
| 1    | Vincenzo Nibali | Astana       | 86h37'53" |
| 2    | J.-C. Péraud    | AG2R La Mon. | a 7'52"   |
| 3    | Thibaut Pinot   | FDJ.fr       | a 8'24"   |

Descrizione e riassunto

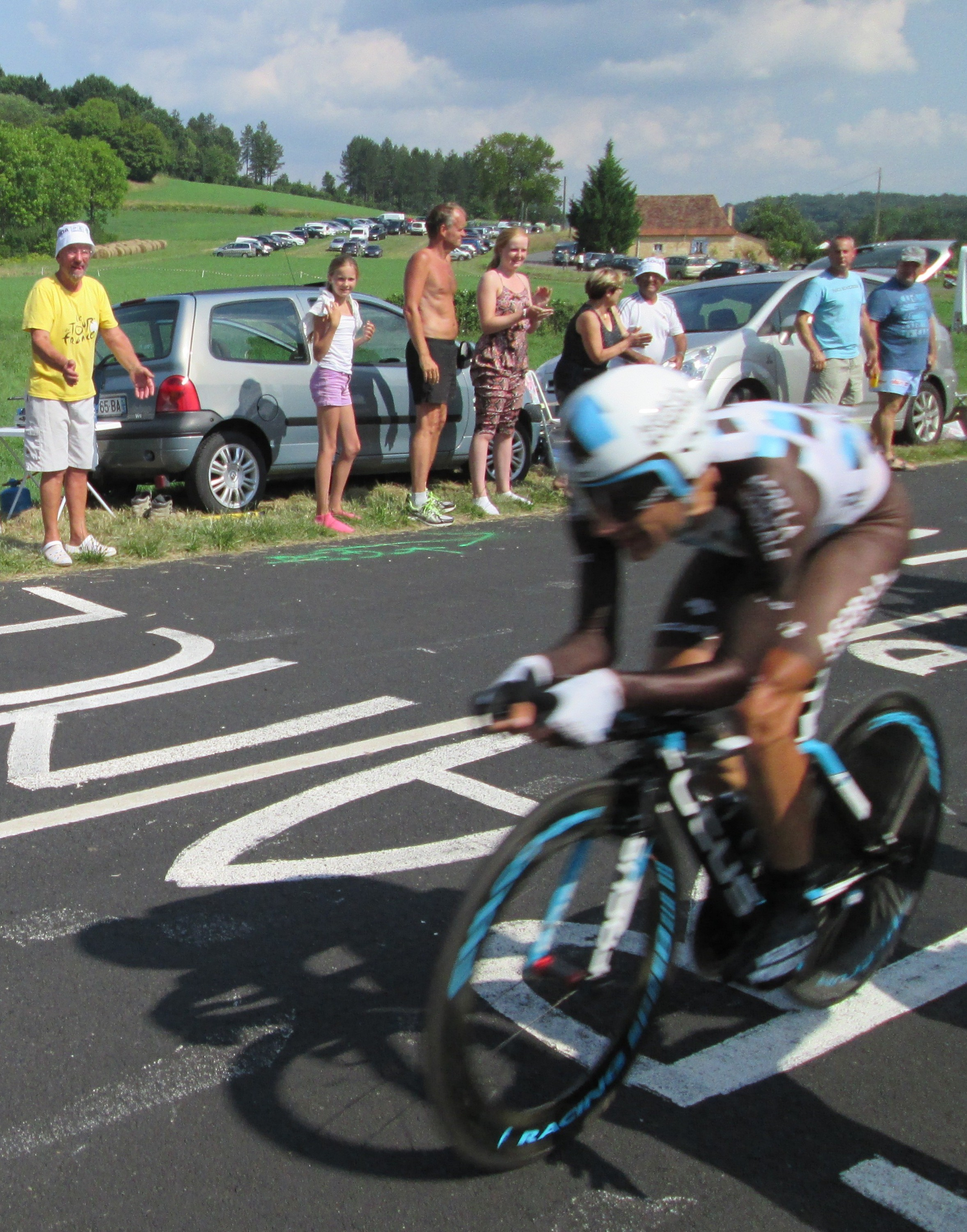
Nell'ultima crono, Péraud supera il connazionale Pinot in classifica, conquistando il secondo posto della generale. Era dal 1984 che due francesi non salivano sul podio del Tour.

La penultima tappa della Grand Boucle è una cronometro molto lunga, che serve a definire il podio finale. La tappa viene vinta del campione del mondo delle prove contro il tempo Tony Martin, che domina la prova dall'inizio alla fine, lasciando a 1'39" il campione olandese a cronometro Tom Dumoulin. Prima della cronometro sul podio del Tour erano presenti in seconda posizione Thibaut Pinot e in terza posizione Jean-Christophe Péraud, con Alejandro Valverde in quarta posizione. Sulla carta lo spagnolo e Péraud erano superiori a Pinot, che tuttavia con una buona prova riesce a difendere il podio, seppur scalando in terza posizione superato dall'altro francese. Valverde infatti è autore di una pessima prova, e rimane quarto. La maglia gialla Vincenzo Nibali, che all'inizio della crono poteva già contare si un vantaggio di oltre 7' sul secondo, è autore di una buona prova e si piazza in quarta posizione, incrementando ulteriormente il vantaggio sui rivali. Nella lotta per il quinto posto della generale la spunta invece Tejay van Garderen, che riesce a recuperare lo svantaggio su Romain Bardet che perde la 5ª posizione per 2".

### 21ª tappa
- 27 luglio: Évry > Parigi-(Avenue des Champs-Élysées) – 137,5 km

Risultati
| Pos. | Corridore          | Squadra       | Tempo    |
| ---- | ------------------ | ------------- | -------- |
| 1    | Marcel Kittel      | Giant-Shimano | 3h20'50" |
| 2    | Alexander Kristoff | Team Katusha  | s.t.     |
| 3    | R. Navardauskas    | Garmin-Sharp  | s.t.     |

| Pos. | Corridore       | Squadra      | Tempo     |
| ---- | --------------- | ------------ | --------- |
| 1    | Vincenzo Nibali | Astana       | 89h59'06" |
| 2    | J.-C. Péraud    | AG2R La Mon. | a 7'37"   |
| 3    | Thibaut Pinot   | FDJ.fr       | a 8'15"   |

Descrizione e riassunto

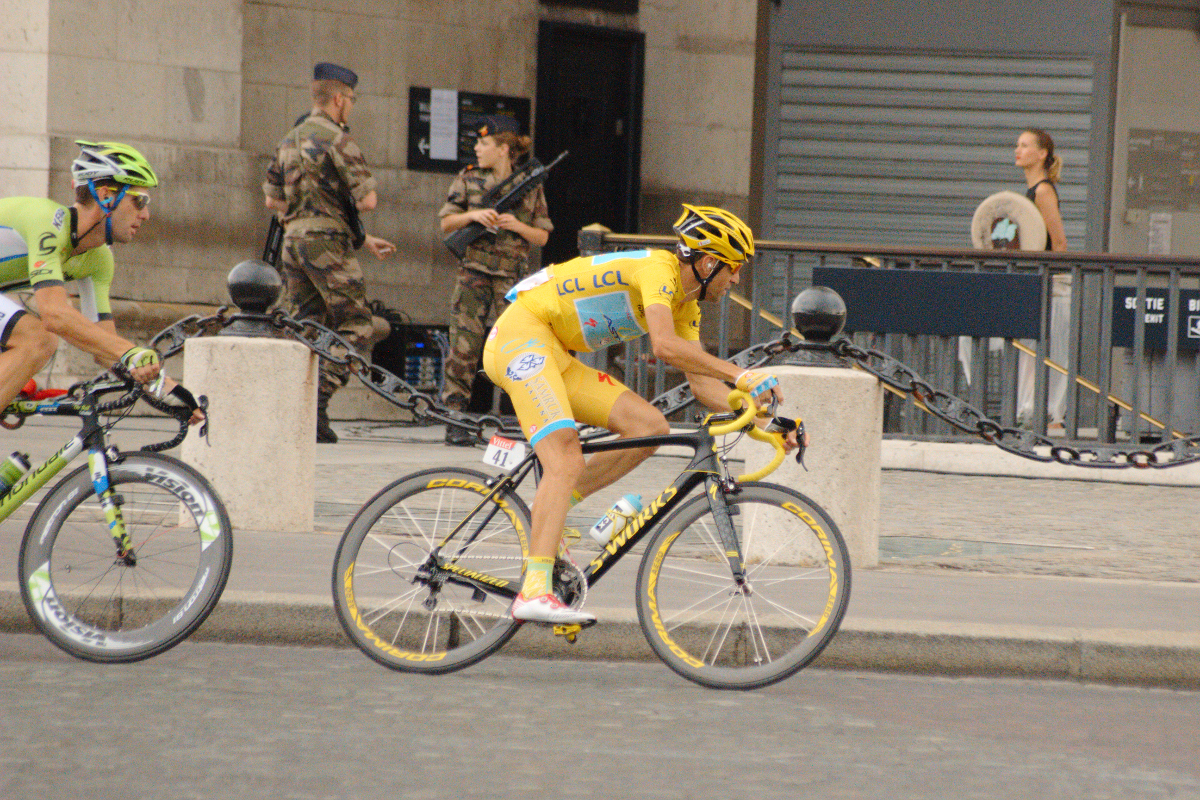
Il passaggio del vincitore del Tour 2014, Nibali, sotto l'Arco di Trionfo di Parigi. Dopo sedici anni, un italiano torna a conquistare il Tour de France.

L'ultima tappa del Tour de France 2014 è stata per tutta la prima parte fino al primo arrivo sugli Champs-Élysées una celebrazione della vittoria di Vincenzo Nibali e di tutti i detentori delle maglie. Thibaut Pinot detiene la "Maglia bianca", che riguarda i giovani, Rafał Majka posside la "Maglia a pois" quella per i migliori scalatori e Peter Sagan che ha vinto per la terza volta la "Maglia verde" della classifica a punti. Subito dopo il primo dei nove passaggi negli Champs Élysées, prova ad attaccare Sylvain Chavanel, seguito a ruota dal gruppo. A 36,5 km dall'arrivo cade il secondo della classifica generale Jean-Christophe Péraud, che però si rialza e rientra in gruppo. Nel frattempo, Chavanel viene ripreso dal gruppo ed iniziano alcuni timidi scatti. A staccarsi e tentare la fuga sono quattro corridori: Richie Porte, Michael Mørkøv, José Serpa e Armindo Fonseca, il quale tenta di staccarsi dal gruppetto di testa. A 12,4 km dall'arrivo Porte prova ad allungare sui compagni di fuga, ma viene ripreso poco dopo. L'ultimo a tentare l'attacco è l'australiano Clarke, a 3,8 km dal traguardo. Il gruppo però, guidato dalla Team Giant-Shimano, riesce a recuperare e a vincere è il tedesco Marcel Kittel, che in volata batte Alexander Kristoff e Ramūnas Navardauskas.

## Evoluzione delle classifiche
| Tappa              | Vincitore            | Classifica generale Maglia gialla | Classifica a punti Maglia verde | Classifica scalatori Maglia a pois | Classifica giovani Maglia bianca | Classifica a squadre Numero giallo | Premio combattività Numero rosso |
| ------------------ | -------------------- | --------------------------------- | ------------------------------- | ---------------------------------- | -------------------------------- | ---------------------------------- | -------------------------------- |
| 1ª                 | Marcel Kittel        | Marcel Kittel                     | Marcel Kittel                   | Jens Voigt                         | Peter Sagan                      | Team Sky                           | Jens Voigt                       |
| 2ª                 | Vincenzo Nibali      | Vincenzo Nibali                   | Peter Sagan                     | Cyril Lemoine                      | Peter Sagan                      | Team Sky                           | Blel Kadri                       |
| 3ª                 | Marcel Kittel        | Vincenzo Nibali                   | Peter Sagan                     | Cyril Lemoine                      | Peter Sagan                      | Team Sky                           | Jan Bárta                        |
| 4ª                 | Marcel Kittel        | Vincenzo Nibali                   | Peter Sagan                     | Cyril Lemoine                      | Peter Sagan                      | Team Sky                           | Thomas Voeckler                  |
| 5ª                 | Lars Boom            | Vincenzo Nibali                   | Peter Sagan                     | Cyril Lemoine                      | Peter Sagan                      | Astana Pro Team                    | Lieuwe Westra                    |
| 6ª                 | André Greipel        | Vincenzo Nibali                   | Peter Sagan                     | Cyril Lemoine                      | Peter Sagan                      | Astana Pro Team                    | Luis Ángel Maté                  |
| 7ª                 | Matteo Trentin       | Vincenzo Nibali                   | Peter Sagan                     | Cyril Lemoine                      | Peter Sagan                      | Astana Pro Team                    | Martin Elmiger                   |
| 8ª                 | Blel Kadri           | Vincenzo Nibali                   | Peter Sagan                     | Blel Kadri                         | Michał Kwiatkowski               | Astana Pro Team                    | Blel Kadri                       |
| 9ª                 | Tony Martin          | Tony Gallopin                     | Peter Sagan                     | Tony Martin                        | Michał Kwiatkowski               | Astana Pro Team                    | Tony Martin                      |
| 10ª                | Vincenzo Nibali      | Vincenzo Nibali                   | Peter Sagan                     | Joaquim Rodríguez                  | Romain Bardet                    | AG2R La Mondiale                   | Tony Martin                      |
| 11ª                | Tony Gallopin        | Vincenzo Nibali                   | Peter Sagan                     | Joaquim Rodríguez                  | Romain Bardet                    | AG2R La Mondiale                   | Nicolas Roche                    |
| 12ª                | Alexander Kristoff   | Vincenzo Nibali                   | Peter Sagan                     | Joaquim Rodríguez                  | Romain Bardet                    | AG2R La Mondiale                   | Simon Clarke                     |
| 13ª                | Vincenzo Nibali      | Vincenzo Nibali                   | Peter Sagan                     | Vincenzo Nibali                    | Romain Bardet                    | AG2R La Mondiale                   | Alessandro De Marchi             |
| 14ª                | Rafał Majka          | Vincenzo Nibali                   | Peter Sagan                     | Joaquim Rodríguez                  | Romain Bardet                    | AG2R La Mondiale                   | Alessandro De Marchi             |
| 15ª                | Alexander Kristoff   | Vincenzo Nibali                   | Peter Sagan                     | Joaquim Rodríguez                  | Romain Bardet                    | AG2R La Mondiale                   | Martin Elmiger                   |
| 16ª                | Michael Rogers       | Vincenzo Nibali                   | Peter Sagan                     | Rafał Majka                        | Thibaut Pinot                    | AG2R La Mondiale                   | Cyril Gautier                    |
| 17ª                | Rafał Majka          | Vincenzo Nibali                   | Peter Sagan                     | Rafał Majka                        | Thibaut Pinot                    | AG2R La Mondiale                   | Romain Bardet                    |
| 18ª                | Vincenzo Nibali      | Vincenzo Nibali                   | Peter Sagan                     | Rafał Majka                        | Thibaut Pinot                    | AG2R La Mondiale                   | Mikel Nieve                      |
| 19ª                | Ramūnas Navardauskas | Vincenzo Nibali                   | Peter Sagan                     | Rafał Majka                        | Thibaut Pinot                    | AG2R La Mondiale                   | Tom-Jelte Slagter                |
| 20ª                | Tony Martin          | Vincenzo Nibali                   | Peter Sagan                     | Rafał Majka                        | Thibaut Pinot                    | AG2R La Mondiale                   | non attribuita                   |
| 21ª                | Marcel Kittel        | Vincenzo Nibali                   | Peter Sagan                     | Rafał Majka                        | Thibaut Pinot                    | AG2R La Mondiale                   | non attribuita                   |
| Classifiche finali | Classifiche finali   | Vincenzo Nibali                   | Peter Sagan                     | Rafał Majka                        | Thibaut Pinot                    | AG2R La Mondiale                   | Alessandro De Marchi             |

Maglie indossate da altri ciclisti in caso di due o più maglie vinte
- Nella 2ª tappa Bryan Coquard ha indossato la maglia verde al posto di Marcel Kittel.
- Dalla 3ª alla 5ª tappa Romain Bardet ha indossato la maglia bianca al posto di Peter Sagan.
- Dalla 6ª alla 8ª tappa Michał Kwiatkowski ha indossato la maglia bianca al posto di Peter Sagan.
- Nella 14ª tappa Joaquim Rodríguez ha indossato la maglia a pois al posto di Vincenzo Nibali.

## Classifiche finali

### Classifica generale - Maglia gialla
| Pos. | Corridore          | Squadra      | Tempo     |
| ---- | ------------------ | ------------ | --------- |
| 1    | Vincenzo Nibali    | Astana       | 89h59'06" |
| 2    | J.-C. Péraud       | AG2R         | a 7'37"   |
| 3    | Thibaut Pinot      | FDJ.fr       | a 8'15"   |
| 4    | Alejandro Valverde | Movistar     | a 9'40"   |
| 5    | Tejay van Garderen | BMC Racing   | a 11'24"  |
| 6    | Romain Bardet      | AG2R         | a 11'26"  |
| 7    | Leopold König      | NetApp       | a 14'32"  |
| 8    | Haimar Zubeldia    | Trek Factory | a 17'57"  |
| 9    | Laurens ten Dam    | Belkin       | a 18'11"  |
| 10   | Bauke Mollema      | Belkin       | a 21'15"  |

### Classifica a punti - Maglia verde
| Pos. | Corridore          | Squadra       | Punti |
| ---- | ------------------ | ------------- | ----- |
| 1    | Peter Sagan        | Cannondale    | 431   |
| 2    | Alexander Kristoff | Team Katusha  | 282   |
| 3    | Bryan Coquard      | Team Europcar | 271   |
| 4    | Marcel Kittel      | Giant-Shimano | 222   |
| 5    | Mark Renshaw       | Omega Pharma  | 211   |

### Classifica scalatori - Maglia a pois
| Pos. | Corridore         | Squadra      | Punti |
| ---- | ----------------- | ------------ | ----- |
| 1    | Rafał Majka       | Tinkoff-Saxo | 181   |
| 2    | Vincenzo Nibali   | Astana       | 168   |
| 3    | Joaquim Rodríguez | Team Katusha | 112   |
| 4    | Thibaut Pinot     | FDJ.fr       | 89    |
| 5    | J.-C. Péraud      | AG2R La Mon. | 85    |

### Classifica giovani - Maglia bianca
| Pos. | Corridore          | Squadra       | Tempo      |
| ---- | ------------------ | ------------- | ---------- |
| 1    | Thibaut Pinot      | FDJ.fr        | 90h07'21"  |
| 2    | Romain Bardet      | AG2R La Mon.  | a 3'11"    |
| 3    | Michał Kwiatkowski | Omega Pharma  | a 1h13'40" |
| 4    | Tom Dumoulin       | Giant-Shimano | a 1h39'45" |
| 5    | Jon Izagirre       | Movistar Team | a 1h52'35" |

### Classifica a squadre
| Pos. | Squadra                 | Tempo      |
| ---- | ----------------------- | ---------- |
| 1    | AG2R La Mondiale        | 270h07'02" |
| 2    | Belkin Pro Cycling Team | a 34'46"   |
| 3    | Movistar Team           | a 1h06'10" |
| 4    | BMC Racing Team         | a 1h07'51" |
| 5    | Team Europcar           | a 1h34'57" |